# Нестайко Юліян Денисович
Юліян Денисович (Діонізійович) Нестайко (1885, Чернелиця, нині Коломийський район, Івано-Франківська область — 1920, м. Бершадь, нині Вінницька область) — український військовий та громадський діяч. Четар Легіону УСС, поручник УГА. Стрийко видатного українського дитячого письменника Всеволода Нестайка, вуйко Романа Барановського.

## Життєпис
Народився 1885 року в містечку Чернелиця, нині Коломийський район, Івано-Франківська область, Україна. Старший син священика УГКЦ, пароха Бучача о. Дениса Нестайка.
Навчався в Бучацькій (зокрема, у 1909—1910 роках) і Коломийській цісарсько-королівських гімназіях. Упродовж 1911—1914 років відвідує греко-католицьку семінарію м. Станиславова.
У вересні 1918 року в Бучачі підготував відділ, що брав участь у Листопадовому чині 1918 року у Львові. Наприкінці жовтня 1918 року перебував у Бучачі. Був довіреною особою, яка отримувала інформацію щодо дій стосовно перебрання влади у Бучачі та повіті в жовтні—листопаді 1918 року, яку передавав доктору Іларіонові Боцюрківу, Остапові Сіяку, Климові Рогозинському. Під час нарад у будинках Рогозинських, Нестайків, Сіяків забезпечував їх охорону. На початку листопада 1918 року тимчасово був призначений начальником Бучацького повітового відділу державної жандармерії ЗУНР, працював до мобілізації на фронт в українсько-польській війні 1918—1919 років.
З переходом УГА через річку Збруч брав участь у боях проти більшовиків (як і брат Зиновій).
Захворів на епідемічний висипний тиф, який тоді вирував на теренах України, від нього помер у 1920 році в місті Бершадь, нині Вінницька область.

## Вшанування пам'яті
У церкві святого Михаїла (Нагірянка—Бучач) є пам'ятна таблиця з прізвищами та іменами людей, які віддали життя, беручи участь у визвольних змаганнях 1918—1920 років у складі УГА та Армії УНР, серед яких — ім'я Юліяна Нестайка.